# 西卿
西卿（1952年10月1日—），本名劉麗真，台灣女歌手，雲林縣古坑鄉田心村人，因演唱過許多膾炙人口的布袋戲歌曲，人稱「布袋戲歌后」。
早期跟隨寶島歌王葉啟田登台演出，1969年被簽進海山唱片。1971年黃俊雄布袋戲《六合大忍俠》中以〈可憐酒家女〉一曲成名，隨後更主演同名電影《可憐酒家女》。從此西卿女士以演唱布袋戲歌曲聞名，尤其一首「苦海女神龍」奠定歌壇地位 。
〈苦海女神龍〉這首歌本來是民國59年由邱蘭芬唱紅，74年黃俊雄再次演出布袋戲，《雲州大儒俠》史艷文的故事時，配合韃靼國三公主波娜娜身穿豹皮個性剛烈的女角出來的配樂歌曲而二度風迷全臺！西卿的聲音高亢且銳利，遇到高音像支箭般直衝雲霄，不轉彎也不油膩，這樣的詮釋和唱腔更符合布袋戲裡江湖兒女的味道，也因此與黃俊雄結緣；兩人於1975年結婚，後於1994協議離婚，但仍與其同居。

## 專輯
|    | 唱片公司 | 發行日    | 專輯名稱               | 曲目 |
| 1. | 海山唱片 | 1968年7月 | 《秋風落葉（合輯）》   | 歌名 1.秋風落葉 2.溫泉鄉的愛人 3.為你流浪 4.悲戀終站 5.青樓紅淚 6.初戀時代 7.恨命花 8.阿西遊台北 9.南國懷春夢 10.天清清 11.思戀月光暝                                                                                   |
| 2. | 海山唱片 | 1970年    | 《最後的鴛鴦夢》       | 歌名 1.最後的鴛鴦夢 2.愛你又恨你 3.日夜潭之戀 4.我真思念你 5.等君歸半暝 6.思戀曲 7.請君保重 8.有人對我講 9.秋夜淚 10.真情變水泡 11.女人的命運 12.春雨茫茫                                                               |
| 3. | 海山唱片 | 1970年    | 《思思念念》           | 歌名 1.思思念念 2.見景傷情 3.農村風情畫 4.寂寞家庭 5.媽媽（張美惠） 6.悲哀人生（西卿 王寶明 惠珠） 7.可憐的愛人 8.冷淡的月 9.為你流浪 10.少女的條件 11.最後的期待                                                       |
| 4. | 五龍唱片 | 1970年4月 | 《轟動台語歌曲傑作集》 | 歌名 1.我的達令（我的莉娜） 2.媽媽送我一支吉他 3.青蚵仔嫂 4.舞女的心聲（虛偽的愛情） 5.日落西山 6.不變的愛（春風野草） 7.一寸相思未了情 8.變心的人（不要拋棄我） 9.淚的衣裳 10.啊！無路用（情難守） 11.再會啦！十七歲！ |
| 5. | 五龍唱片 | 1970年6月 | 《噢！媽媽（合輯）》   | 歌名 1.台北賣花姑娘 2.可愛小貓咪 3.快樂姑娘 4.中山北路行七擺 5.博多夜船 6.噢！媽媽 7.姊妹花 8.窓邊雨 9.哀愁的火車站 10.最後的火車站                                                                                     |
| 6. | 海山唱片 | 1971年7月 | 《六合三俠（合輯）》   | 歌名 1.可憐酒家女 2.可恨的愛人 3.少年進行曲 4.痴情戀夢 5.春宵舞伴 6.夜都市半暝三更 7.孤單老人 8.秘中秘 9.勇伯賣米粉 10.茶女心淚 11.心愛的！回來吧 12.金山悲戀夢                                                         |